# Resultado das Eleições estaduais no Amazonas em 2014 por município
Este anexo divulga os resultados das Eleições estaduais no Amazonas em 2014 por município, para o cargo de governador.

## Alvarães
Governador
| Candidato             | Partido | Votação | Percentual |
| José Melo de Oliveira | PROS    | 3.197   | 52,09%     |
| Eduardo Braga         | PMDB    | 2.852   | 46,47%     |
| Marcelo Ramos         | PSB     | 36      | 0,59%      |
| Abel Alves            | PSOL    | 33      | 0,54%      |
| Chico Preto           | PMN     | 15      | 0,25%      |
| Luiz Navarro          | PCB     | 2       | 0,03%      |
| Herbert Amazonas      | PSTU    | 2       | 0,03%      |

## Amaturá
| Candidato             | Partido | Votação | Percentual |
| Eduardo Braga         | PMDB    | 1.825   | 50,98%     |
| José Melo de Oliveira | PROS    | 1.695   | 47,95%     |
| Marcelo Ramos         | PSB     | 36      | 1,01%      |
| Chico Preto           | PMN     | 16      | 0,45%      |
| Abel Alves            | PSOL    | 6       | 0,17%      |
| Luiz Navarro          | PCB     |         | 0,03%      |
| Herbert Amazonas      | PSTU    | 1       | 0,03%      |

## Anamã
| Candidato             | Partido | Votação | Percentual |
| Eduardo Braga         | PMDB    | 2.412   | 52,99%     |
| José Melo de Oliveira | PROS    | 2.076   | 45,61%     |
| Marcelo Ramos         | PSB     | 47      | 1,03%      |
| Chico Preto           | PMN     | 7       | 0,15%      |
| Abel Alves            | PSOL    | 7       | 0,15%      |
| Luiz Navarro          | PCB     | 2       | 0,04%      |
| Herbert Amazonas      | PSTU    | 1       | 0,02%      |

## Anori
| Candidato             | Partido | Votação | Percentual |
| José Melo de Oliveira | PROS    | 3.307   | 52,12%     |
| Eduardo Braga         | PMDB    | 2.940   | 46,44%     |
| Marcelo Ramos         | PSB     | 70      | 1,10%      |
| Chico Preto           | PMN     | 16      | 0,25%      |
| Abel Alves            | PSOL    | 7       | 0,11%      |
| Luiz Navarro          | PCB     | 4       | 0,06%      |
| Herbert Amazonas      | PSTU    | 1       | 0,02%      |

## Apuí
| Candidato             | Partido | Votação | Percentual |
| José Melo de Oliveira | PROS    | 3.626   | 63,12%     |
| Eduardo Braga         | PMDB    | 2.070   | 36,03%     |
| Marcelo Ramos         | PSB     | 28      | 0,49%      |
| Chico Preto           | PMN     | 20      | 0,35%      |
| Herbert Amazonas      | PSTU    | 1       | 0,02%      |
| Abel Alves            | PSOL    | 0       | 0,00%      |
| Luiz Navarro          | PCB     | 0       | 0,00%      |

## Atalaia do Norte
| Candidato             | Partido | Votação | Percentual |
| Eduardo Braga         | PMDB    | 2.531   | 57,21%     |
| José Melo de Oliveira | PROS    | 1.800   | 40,69%     |
| Marcelo Ramos         | PSB     | 81      | 1,83%      |
| Chico Preto           | PMN     | 10      | 0,23%      |
| Herbert Amazonas      | PSTU    | 1       | 0,02%      |
| Luiz Navarro          | PCB     | 1       | 0,02%      |
| Abel Alves            | PSOL    | 0       | 0,00%      |

## Autazes
| Candidato             | Partido | Votação | Percentual |
| Eduardo Braga         | PMDB    | 9.246   | 59,77%     |
| José Melo de Oliveira | PROS    | 5.855   | 37,85%     |
| Marcelo Ramos         | PSB     | 250     | 1,62%      |
| Chico Preto           | PMN     | 77      | 0,50%      |
| Herbert Amazonas      | PSTU    | 25      | 0,16%      |
| Abel Alves            | PSOL    | 12      | 0,08%      |
| Luiz Navarro          | PCB     | 5       | 0,03%      |

## Barcelos
| Candidato             | Partido | Votação | Percentual |
| José Melo de Oliveira | PROS    | 3.650   | 65,83%     |
| Eduardo Braga         | PMDB    | 1.729   | 31,18%     |
| Marcelo Ramos         | PSB     | 138     | 2,49%      |
| Chico Preto           | PMN     | 12      | 0,22%      |
| Luiz Navarro          | PCB     | 10      | 0,18%      |
| Abel Alves            | PSOL    | 4       | 0,07%      |
| Herbert Amazonas      | PSTU    | 2       | 0,04%      |

## Barreirinha
| Candidato             | Partido | Votação | Percentual |
| Eduardo Braga         | PMDB    | 6.740   | 58,52%     |
| José Melo de Oliveira | PROS    | 4.534   | 39,37%     |
| Marcelo Ramos         | PSB     | 184     | 1,60%      |
| Chico Preto           | PMN     | 33      | 0,29%      |
| Luiz Navarro          | PCB     | 14      | 0,12%      |
| Abel Alves            | PSOL    | 10      | 0,09%      |
| Herbert Amazonas      | PSTU    | 3       | 0,03%      |

## Benjamin Constant
| Candidato             | Partido | Votação | Percentual |
| Eduardo Braga         | PMDB    | 9,502   | 70,67%     |
| José Melo de Oliveira | PROS    | 3.832   | 28,50%     |
| Marcelo Ramos         | PSB     | 79      | 0,59%      |
| Chico Preto           | PMN     | 18      | 0,13%      |
| Abel Alves            | PSOL    | 9       | 0,07%      |
| Herbert Amazonas      | PSTU    | 4       | 0,03%      |
| Luiz Navarro          | PCB     | 1       | 0,01%      |

## Beruri
| Candidato             | Partido | Votação | Percentual |
| Eduardo Braga         | PMDB    | 3.642   | 50,27%     |
| José Melo de Oliveira | PROS    | 3.558   | 49,11%     |
| Marcelo Ramos         | PSB     | 26      | 0,36%      |
| Chico Preto           | PMN     | 6       | 0,08%      |
| Abel Alves            | PSOL    | 6       | 0,08%      |
| Herbert Amazonas      | PSTU    | 4       | 0,06%      |
| Luiz Navarro          | PCB     | 3       | 0,04%      |

## Boa Vista do Ramos
| Candidato             | Partido | Votação | Percentual |
| Eduardo Braga         | PMDB    | 3.489   | 54,92%     |
| José Melo de Oliveira | PROS    | 2.525   | 39,75%     |
| Marcelo Ramos         | PSB     | 284     | 4,47%      |
| Chico Preto           | PMN     | 50      | 0,79%      |
| Abel Alves            | PSOL    | 2       | 0,03%      |
| Herbert Amazonas      | PSTU    | 2       | 0,03%      |
| Luiz Navarro          | PCB     | 1       | 0,02%      |

## Boca do Acre
| Candidato             | Partido | Votação | Percentual |
| Eduardo Braga         | PMDB    | 6.997   | 57,20%     |
| José Melo de Oliveira | PROS    | 5.036   | 41,17%     |
| Marcelo Ramos         | PSB     | 173     | 1,42%      |
| Chico Preto           | PMN     | 12      | 0,10%      |
| Abel Alves            | PSOL    | 9       | 0,07%      |
| Herbert Amazonas      | PSTU    | 4       | 0,03%      |
| Luiz Navarro          | PCB     | 1       | 0,01%      |

## Borba
| Candidato             | Partido | Votação | Percentual |
| Eduardo Braga         | PMDB    | 6.440   | 50,97%     |
| José Melo de Oliveira | PROS    | 6.018   | 47,63%     |
| Marcelo Ramos         | PSB     | 103     | 0,82%      |
| Chico Preto           | PMN     | 60      | 0,48%      |
| Abel Alves            | PSOL    | 7       | 0,06%      |
| Herbert Amazonas      | PSTU    | 4       | 0,03%      |
| Luiz Navarro          | PCB     | 3       | 0,02%      |

## Coari
| Candidato             | Partido | Votação | Percentual |
| José Melo de Oliveira | PROS    | 14.359  | 48,14%     |
| Eduardo Braga         | PMDB    | 14.346  | 48,09%     |
| Marcelo Ramos         | PSB     | 804     | 2,70%      |
| Chico Preto           | PMN     | 156     | 0,52%      |
| Abel Alves            | PSOL    | 129     | 0,46%      |
| Herbert Amazonas      | PSTU    | 23      | 0,08%      |
| Luiz Navarro          | PCB     | 13      | 0,04%      |

## Humaitá
| Candidato             | Partido | Votação | Percentual |
| José Melo de Oliveira | PROS    | 10.136  | 55,60%     |
| Eduardo Braga         | PMDB    | 7.911   | 43,39%     |
| Marcelo Ramos         | PSB     | 128     | 0,70%      |
| Chico Preto           | PMN     | 28      | 0,15%      |
| Abel Alves            | PSOL    | 23      | 0,13%      |
| Herbert Amazonas      | PSTU    | 3       | 0,02%      |
| Luiz Navarro          | PCB     | 1       | 0,01%      |

## Iranduba
| Candidato             | Partido | Votação | Percentual |
| Eduardo Braga         | PMDB    | 9.096   | 50,43%     |
| José Melo de Oliveira | PROS    | 8.097   | 44,89%     |
| Marcelo Ramos         | PSB     | 639     | 3,54%      |
| Chico Preto           | PMN     | 116     | 0,64%      |
| Abel Alves            | PSOL    | 53      | 0,29%      |
| Herbert Amazonas      | PSTU    | 20      | 0,11%      |
| Luiz Navarro          | PCB     | 18      | 0,10%      |

## Itacoatiara
| Candidato             | Partido | Votação | Percentual |
| Eduardo Braga         | PMDB    | 22.168  | 48,75%     |
| José Melo de Oliveira | PROS    | 21.167  | 46,55%     |
| Marcelo Ramos         | PSB     | 1.525   | 3,35%      |
| Chico Preto           | PMN     | 458     | 1,01%      |
| Abel Alves            | PSOL    | 100     | 0,22%      |
| Herbert Amazonas      | PSTU    | 34      | 0,08%      |
| Luiz Navarro          | PCB     | 24      | 0,05%      |

## Manacapuru
| Candidato             | Partido | Votação | Percentual |
| José Melo de Oliveira | PROS    | 21.880  | 50,90%     |
| Eduardo Braga         | PMDB    | 19.825  | 46,12%     |
| Marcelo Ramos         | PSB     | 1.063   | 2,47%      |
| Chico Preto           | PMN     | 120     | 0,28%      |
| Abel Alves            | PSOL    | 66      | 0,15%      |
| Herbert Amazonas      | PSTU    | 18      | 0,04%      |
| Luiz Navarro          | PCB     | 13      | 0,03%      |

## Manaus
| Candidato             | Partido | Votação | Percentual |
| José Melo de Oliveira | PROS    | 391.168 | 40,39%     |
| Eduardo Braga         | PMDB    | 366.977 | 37,89%     |
| Marcelo Ramos         | PSB     | 167.685 | 17,31%     |
| Chico Preto           | PMN     | 27.139  | 2,80%      |
| Abel Alves            | PSOL    | 7.098   | 0,73%      |
| Herbert Amazonas      | PSTU    | 4.554   | 0,47%      |
| Luiz Navarro          | PCB     | 3.944   | 0,41%      |